# Lapeirousia abyssinica
Lapeirousia abyssinica là một loài thực vật có hoa trong họ Diên vĩ. Loài này được (R.Br. ex A.Rich.) Baker miêu tả khoa học đầu tiên năm 1877.